# Henry Willock
Sir Henry Willock Kt KLS (* 1790; † 17. August 1858) war ein britischer Diplomat.

## Leben
Henry Willock trat in die Dienste der Britischen Ostindien-Kompanie und ging 1804 als Kavallerieoffizier der Madras Army nach Britisch-Indien. Er lernte Farsi, wurde Dolmetscher und Befehlshaber des Personenschutzes von Harford Jones, dem Gesandten in Persien. Unter Gore Ouseley wurde er Botschaftssekretär. Von 1815 bis 1826 war er Charge D’Affaires der britischen Regierung und Agent der Britischen Ostindien-Kompanie am Kadscharen-Hof.
Von 1821 bis 1823 fand ein Krieg zwischen dem Osmanischen und dem Persischen Reich in Doğubeyazıt statt.
Die zurückkehrenden Soldaten brachten die Cholera und Willoch verließ 1823 seinen Posten als Geschäftsträger.
Er wurde mit dem Sonnen- und Löwenorden ausgezeichnet.
1827 wurde er zum Knight Bachelor geschlagen und 1834 in den Ruhestand versetzt.
1730 wurde sein Sohn Henry Dundas Willock geboren.
1835 wurde er Direktor der Britischen Ostindien-Kompanie und war von 1846 bis 1847 Vorsitzender der Britischen Ostindien-Kompanie.